# Georges Pâques
Georges Pâques, né le 29 janvier 1914 à Chalon-sur-Saône et mort le 19 décembre 1993 à Boulogne-Billancourt, est un résistant et haut fonctionnaire français. Pendant la période de la guerre froide, il a révélé aux Soviétiques des renseignements fondamentaux touchant à l'organisation de l'OTAN. Il est condamné en juillet 1964 pour espionnage au profit de l'URSS, ayant avoué avoir transmis des informations concernant la politique de sécurité nationale de 1944 à 1963 (affaire Georges Pâques).   

## Biographie

### Jeunesse et études
Georges Pâques naît le 29 janvier 1914 à Chalon-sur-Saône, de Charles Pâques et Pauline Deroussin, dans une famille d'artisans. Après des classes préparatoires littéraires, il est admis à l'École normale supérieure de la rue d'Ulm en 1935, au treizième rang du classement du concours, section lettres. Il y côtoie Georges Pompidou. Il y est considéré comme volontairement solitaire et orgueilleux.
Animé de profondes convictions catholiques, il suit les conseils du directeur de l'école, Célestin Bouglé, qui lui conseille en 1935 de se spécialiser en italien plutôt qu'en anglais. Il suit ainsi des études d'italien, est envoyé en Italie avec un bourse de l'école, et est reçu à l'agrégation d'italien. 

### Parcours professionnel
En 1940-1941, il enseigne à Nice, qu'il quitte en 1941 pour le lycée de Rabat. Après le débarquement allié en Afrique du Nord, en novembre 1942, il s'engage dans l'armée du général Giraud et s'établit à Alger où il retrouve son ancien condisciple Pierre Boutang. Il s'exprime à la radio pour la Résistance sous le pseudonyme de René Versailles, aux côtés d'André Labarthe.  
Pâques devient directeur de cabinet au ministère de la Marine en 1944-1945, puis au ministère d'État chargé des affaires musulmanes. En 1944, se trouvant à Alger, il est recruté par son mentor, le médecin Imek Berstein, ancien des Brigades internationales de la guerre d'Espagne, et mis en contact avec un conseiller d'ambassade de l'URSS, Alexandre Gouzovski. S'il confie à Gouzovski ses opinions politiques au début de leur relation, les bavardages deviennent de plus en plus importants et il se met à transmettre des renseignements à l'officier traitant russe. Il devient un espion pour l'URSS. 
Il travaille ensuite au ministère de la Reconstruction et de l'Urbanisme en 1946-1948 puis à la Santé publique. Il dirige la revue La Production française de 1950 à 1954. 
Il échoue aux élections législatives de 1951 à Chalon-sur-Saône, aux côtés du républicain indépendant André Moynet, ancien pilote à l'escadrille Normandie-Niémen. Chef de cabinet du secrétaire d'État à la Marine marchande de 1953 à 1958, il est conseiller technique dans divers ministères par la suite. Il passe à cette époque « pour un homme intègre et sérieux, volontiers cynique, résolument antimarxiste, un intellectuel de droite, chrétien et favorable à l'Algérie française ».
C'est à l'arrivée du général de Gaulle en 1958 que sa carrière prend un nouveau tournant. Il sert dans le cabinet de Louis Jacquinot au service de l'information de l'état-major de la Défense, puis devient directeur d'études à l'Institut des hautes études de la Défense nationale (IHEDN) de juillet 1961 à octobre 1962. Il entre au service de presse de l'OTAN, à partir d'octobre 1962, sur la recommandation de Georges Gorse, secrétaire d'État aux Affaires étrangères de 1961 à mai 1962.

### Arrestation et jugement
Le 12 août 1963, Georges Pâques est arrêté par la DST devant son lieu de travail à la Porte Dauphine (siège de l'OTAN). Il reconnaît devant Marcel Chalet qu'il a été recruté par les Soviétiques. Pris de scrupules soudains, il craint de ne pouvoir accéder aux sacrements religieux du fait de sa trahison ; Chalet fait venir un prêtre de la Madeleine qui reçoit sa confession au milieu d'une cour intérieure du service de renseignement. Libéré par cette confession, il répond à toutes les questions du service.
Le procès s'ouvre le 6 juillet 1964 devant la cour de sûreté de l'État. Lors de son procès, il déclare : « Je suis un homme pacifique. Je n'aime pas les Soviétiques, mais je suis également convaincu que les Américains, en raison de leurs conceptions très primaires, sont de dangereux fauteurs de guerre. J'ai donc pensé que pour éviter un conflit international, aboutissant fatalement à une catastrophe mondiale, il était indispensable de rétablir les forces en présence. Voilà le mobile qui n'a jamais cessé de m'animer ! ».
Le procureur de la Cour de sûreté de l'État requiert contre lui la peine de mort pour trahison. La cour lui reconnaît des circonstances atténuantes, et le condamne pour trahison à la perpétuité le 7 juillet 1964, cette peine étant commuée en 1968 en vingt ans de prison. Il est également déchu de son grade dans l'ordre de la Légion d'honneur. 
Anatoli Golitsyne aurait déclaré que ces espions infiltrés par le KGB dans les services français seraient « ses saphirs », comme des pierres précieuses, d'où la désignation du dispositif par « réseau saphir » (et le titre Topaz du roman d'espionnage de Leon Uris qui s'en est inspiré).

### Fin de vie
Pâques bénéficie d'une grâce, réduisant sa peine à vingt ans de réclusion, décidée par Charles de Gaulle en février 1968. Il est totalement gracié en mai 1970 par Georges Pompidou, son ancien condisciple rue d'Ulm, devenu président de la République.
Libéré, il obtient un emploi au CEFAC, un organisme économique public, logé au 99 boulevard Malesherbes, où il est directeur des études. Cela suscite un scandale de la part de journaux de droite.
Il meurt le 19 décembre 1993 à Boulogne-Billancourt,,, et repose au cimetière de l'ouest de Chalon-sur-Saône

### Multimedia
- LSD, La série documentaire • L’espionnage sur écoute (1/4) : Georges Pâques, agent de la paix et du KGB, 24/10/2016, franceculture.fr

Georges Pâques - L’espion français du KGB. Affaires sensibles, Fabrice Drouelle 10/09/2018
https://www.franceinter.fr/emissions/affaires-sensibles/affaires-sensibles-10-septembre-2018